# José Marco Melo
José Marco Nóbrega Ferreira de Melo (João Pessoa, 19 de março de 1971), mais conhecido como Zé Marco, é um jogador brasileiro de voleibol de praia que ganhou medalha de prata nos Jogos Olímpicos de Sydney 2000, ao lado de Ricardo. Ele também participou dos Jogos Olímpicos de Atlanta 1996.

## Carreira
Zé Marco disputou duas edições dos Jogos Olímpicos, ganhou medalha de prata em 2000 e ficou em nono nos Jogos de Atlanta, em 1996, com seu parceiro Emanuel. Venceu por três vezes o Circuito Mundial e duas vezes o Circuito Brasileiro, reconhecido sua técnica e habilidade.

## Honrarias
- Hall da Fama do Voleibol - 2019[1]